# Kim Ojo
Kim Ojo (Jos, 2 dicembre 1988) è un ex calciatore nigeriano, di ruolo attaccante.

## Carriera

### Club
Ojo iniziò la carriera con la maglia del Plateau United, venendo scoperto dall'agente FIFA Marcelo Houseman. Nel 2008, Atta Aneke lo portò a sostenere un provino per il Lyn Oslo. A febbraio dello stesso anno, firmò un contratto con il Nybergsund-Trysil. Debuttò in 1. divisjon il 5 aprile, sostituendo Joseph Lapira nella sconfitta per 5-2 contro lo Start. Il 28 maggio segnò il primo gol, nel successo per 2-3 in casa del Sandnes Ulf. Nella sua prima stagione, segnò 14 reti.
Sostenne poi un provino con il Monaco 1860 e uno con il Midtjylland. L'8 dicembre 2010 fu reso noto il suo passaggio al Brann. Il 20 marzo 2011 debuttò nell'Eliteserien, andando anche a segno nel successo per 2-1 sul Rosenborg.
Il 14 gennaio 2013, fu ceduto ufficialmente ai belgi del Genk. Il 5 settembre 2014 passò in prestito agli ungheresi dell'Újpest.